# Euphrosine sibogae
Euphrosine sibogae är en ringmaskart som beskrevs av Horst 1903. Euphrosine sibogae ingår i släktet Euphrosine och familjen Euphrosinidae. Inga underarter finns listade i Catalogue of Life.